# 마넨구바땃쥐
마넨구바땃쥐(Crocidura manengubae)는 땃쥐과에 속하는 포유류의 일종이다. 카메룬의 토착종이다. 자연 서식지는 아열대 또는 열대 기후 지역의 습윤 산지 숲이다.